# 円福寺 (宮城県川崎町)
圓福寺（えんぷくじ）は、宮城県柴田郡川崎町にある真言宗智山派の仏教寺院である。
本尊は延命地蔵菩薩、脇待としてマリア観音を安置している。
柴田三十三観音霊場第27番札所(札所本尊　十一面観音菩薩)

## 歴史
圓福寺の創建は不詳だが、平安時代後期に開山されたと伝わる。